# ガイスターズ FRACTIONS OF THE EARTH
『ガイスターズ FRACTIONS OF THE EARTH』（ガイスターズ フラクションズ・オブ・ジ・アース）は、2001年10月6日から2002年3月30日まで、テレビ東京系において毎週土曜 7:30 - 8:00に放送された、韓国の張棕根原作による日韓合作のテレビアニメ。全26話。
『劇場版ガイスターズ』も2002年8月17日から公開されていた。内容は総集編。上映時間は100分。

## 登場人物
- ディーン・ホノス（声：関智一）
- アルキオン・ファーマ（声：遠近孝一）
- シャイ・タンナ（声：半場友恵）
- クリス・ウェスタ（声：細野雅世）
- ビクトル・デキウス（声：小西克幸）
- レオン・ウィルトス（声：松本大）
- イナムナ・ユーノ（声：横尾まり）
- エレシア・ユーノ（声：白石文子）
- ノーマン・ウェスタ（声：中嶋聡彦）
- ドミドカ・ムルキア（声：島香裕）
- ピーラ（声：渡辺ゆみ子）
- ウルバ・シャマレル（声：江川央生）
- マリィ（声：幸田夏穂）
- ラン・フィール（声：佐藤しのぶ）
- カリカル・シャマレル（声：大竹宏）
- ジャハーン・デカン（声：塚田正昭）
- サモラ・キュリオ（声：丸山詠二）
- ファラズダク・モシャ（声：仲野裕）
- グシ・ハミ（声：掛川裕彦）
- ランバルト・フィデス（声：郷里大輔）
- ガ・ンジャ（声：水野龍司）
- ダビ・ハズル（声：室園丈裕）
- マグナス・ソル（声：中田譲治）
- ネプトス・サラキア（声：大川透）
- エフォロス・ブボナ（声：島香裕）
- アダモントス・メロナ（声：梁田清之）
- リリティーナ・ソスピタ（声：児玉孝子）
- シヴァージ（声：西川幾雄）
- ネーニィア（声：栗田かおり）
- ラレス・ウェスタ（声：千葉進歩）
- カタリナ・ウェスタ（声：竹村叔子）
- ウォルカヌス（声：大川透）
- イオン（声：栗山浩一）
- アンテ（声：粟津貴嗣）
- クーマ（声：松本大）
- ハッチ（声：中嶋聡彦）
- ヤージ（声：江川央生）
- キタン（声：栗山浩一）
- エガティス・ナムソス（声：梁田清之）
- ニキアス・サラキア（声：園部啓一）
- ゾロ（声：掛川裕彦）
- ラン・フィール（声：佐藤しのぶ）
- ロンタイ・シャマレル（声：児玉孝子）
- ワカニャ・シャマレル（声：折笠富美子）
- マリアデギ・モチ（声：岡本嘉子）
- ラーラ・ツツイラ（声：鶴西真悟）
- カッツ・シャマレル（声：栗田かおり）
- ターラ・シャマレル（声：細野雅世）
- アンドレス・バー（声：中田譲治）
- オディオン・ホノス（声：置鮎龍太郎）
- ノーナ・ホノス（声：根谷美智子）
- カティウス・ユーノ（声：幸田夏穂）
- セルア・エガティス（声：永迫舞）

## スタッフ
- 原作 - 張棕根
- 企画 - 成澤章（グルーヴ）
- 監督・メカニックデザイン - 伊藤浩二
- シリーズ構成 - 安達成彦
- キャラクターデザイン - ゴトウマサユキ、今泉賢一
- 総作画監督 - 今泉賢一
- コンセプトデザイン - 李榮優
- 美術監督 - 長尾仁
- 撮影監督 - 岡崎英夫
- 音響監督 - 鈴木裕子
- 音響効果 - 西村睦弘
- 音楽 - 川井憲次
- 3Dワークス - Frame Entertainment（韓国）
- プロデューサー - 金岡英司（テレビ大阪）、高城一典（読売広告社）、尾川匠（グルーヴ）、梅原勝（プラム）
- 製作 - テレビ大阪、読売広告社、プラム

## 主題歌
オープニングテーマ
「HOLD ON」（第1 - 13話）
作詞・作曲 - 伊藤理枝 / 編曲 - 大久保薫 / 歌 - WILD PEACH
「WINGS」（第14 - 26話）
作詞 - ゆめな / 作曲・編曲 - 西田昌史 / 歌 - 横須賀ゆめな
エンディングテーマ「True Answer」
作詞 - 西暁准 / 作曲・編曲 - MASAKI / 歌 - Joelle

## 各話リスト
| 話数   | サブタイトル         | 脚本       | 絵コンテ        | 演出       | 作画監督                        | 放送日         |
| ------ | -------------------- | ---------- | --------------- | ---------- | ------------------------------- | -------------- |
| 第1話  | 戦いの代償           | 安達成彦   | 渡辺純央        | 渡辺正彦   | 今泉照美                        | 2001年 10月6日 |
| 第2話  | 過去からの因縁       | 安達成彦   | 大庭秀昭        | 大庭秀昭   | 小山和弘                        | 10月13日       |
| 第3話  | シオルレジスタンス   | 安達成彦   | 渡辺純央        | 大庭秀昭   | 大貫健一                        | 10月20日       |
| 第4話  | 姉妹の隔壁           | 井上登紀子 | 井硲清高        | 栗井重紀   | 岩井優器                        | 10月27日       |
| 第5話  | アルキオンの苦悩     | 安達成彦   | 橘正紀          | 上條修     | キム・イラベ                    | 11月3日        |
| 第6話  | 薔薇の紋章           | 井上登紀子 | 大庭秀昭        | 山口美浩   | 丸英夫                          | 11月10日       |
| 第7話  | 封印された進化       | 井上登紀子 | 守岡博          | 山口美浩   | 下坂英男                        | 11月17日       |
| 第8話  | ムルキアのドミドカ   | 安達成彦   | 渡辺純央        | 栗井重紀   | 岩井優器                        | 11月24日       |
| 第9話  | 思念の流れ           | 安達成彦   | 井硲清高        | 綾崎若菜   | 村上勉                          | 12月1日        |
| 第10話 | 黒の福音             | 井上登紀子 | 橘正紀          | 花井信也   | 今泉賢一                        | 12月8日        |
| 第11話 | 暗躍する鼓動         | 井上登紀子 | 大庭秀昭        | 山口美浩   | 丸英夫                          | 12月15日       |
| 第12話 | シオルとドビアス     | 安達成彦   | 高瀬節夫        | 上條修     | キム・イラベ                    | 12月22日       |
| 第13話 | シャンバラの樹       | 安達成彦   | 守岡博          | 園田雅裕   | 谷口守泰                        | 12月29日       |
| 第14話 | ナムソスの裏切り     | 安達成彦   | 井硲清高        | 北川正人   | 清水博幸                        | 2002年 1月5日  |
| 第15話 | ドビアスの悲劇       | 井上登紀子 | 永田正美        | 永田正美   | 永田正美                        | 1月12日        |
| 第16話 | ビクトル愛の行方     | 安達成彦   | 原博            | 花井信也   | 今泉賢一                        | 1月19日        |
| 第17話 | 移動要塞サイクロプス | 安達成彦   | 佐藤修          | 佐藤修     | 青木真理子 飯飼一幸             | 1月26日        |
| 第18話 | 解き明かされた真実   | 井上登紀子 | 前島健一        | 上條修     | チェ・プキョン チェ・キョウソギ | 2月2日         |
| 第19話 | ドビアス奪回         | 安達成彦   | 佐藤修 伊藤浩二 | 山内富夫   | 飯飼一幸                        | 2月9日         |
| 第20話 | ダークジェネシス     | 井上登紀子 | 矢吹勉          | 上條修     | 大貫健一                        | 2月16日        |
| 第21話 | 衝撃の再会           | 安達成彦   | 原博            | 岡崎幸男   | 宇佐美皓一                      | 2月23日        |
| 第22話 | 決戦の序章           | 井上登紀子 | 上條修          | 上條修     | チェ・プキョン チェ・キョンソク | 3月2日         |
| 第23話 | 死闘の果てに         | 安達成彦   | 永田正美        | 熨斗谷充孝 | 永田正美                        | 3月9日         |
| 第24話 | オディオンの鎧       | 井上登紀子 | 佐藤修          | 岡崎幸男   | 飯飼一幸                        | 3月16日        |
| 第25話 | 憎しみの決着         | 安達成彦   | 伊藤浩二        | 久城りおん | 永田正美                        | 3月23日        |
| 第26話 | 託された未来         | 安達成彦   | 伊藤浩二        | 宮田亮     | 今泉賢一 伊藤浩二               | 3月30日        |